# Drymoea parambensis
Drymoea parambensis är en fjärilsart som beskrevs av Louis Beethoven Prout 1925. Drymoea parambensis ingår i släktet Drymoea och familjen mätare. Inga underarter finns listade i Catalogue of Life.